# Capitan Jet
Capitan Jet (ジェッターマルス?, Jetter Marusu) è una serie anime giapponese prodotta da Toei Animation e composta da 27 episodi.

## Trama
Il dottor Yamanoue e il dottor Kauashimo decidono di creare un ragazzo androide a cui danno il nome di Capitan Jet, ma non si accordano sull'uso che ne verrà fatto. L'uno desidererebbe che l'androide combattesse contro i criminali, e dota quindi il suo corpo di poteri speciali, l'altro invece, che non vorrebbe che Capitan Jet fosse soltanto considerato un'arma, lo dota di sentimenti umani.
Il giovane androide da quel momento conduce una vita normale, ma entra subito in azione con i suoi poteri quando si trova a confrontarsi con le ingiustizie del mondo, anche se le sue incredibili potenzialità non sovrastano mai il suo carattere di essere umano.

## Personaggi
- Capitan Jet, doppiato da Gabriella Andreini.
- Miri
- Milki
- Dr. Eustachio
- Liborio
- Taddeo

## Colonna sonora
Sigla di apertura giapponese
1. Mars 2015-nen, cantata da Stephen Toto & Kourogi '73

Sigle di chiusura giapponese
1. Shounen Mars, cantata da Oosugi Kumiko & Stephen Toto
2. Oyasumi Mars, cantata da Oosugi Kumiko

Sigla italiana
1. Capitan Jet (cover con testo diverso della sigla d'apertura giapponese), cantata da Sara Kappa ed edita nel singolo Il mago pancione Etccì/Capitan Jet.

## Episodi
| Nº | Titolo italiano Giapponese 「Kanji」 - Rōmaji                                            | In onda           | In onda |
| Nº | Titolo italiano Giapponese 「Kanji」 - Rōmaji                                            | Giapponese        |         |
| 1  | È nato un robot 「2015年マルス誕生」 - 2015 nen Marusu tanjō                             | 3 febbraio 1977   |         |
| 2  | L'incontro con i pirati 「ロボット密輸団」 - Robotto mitsuyudan                          | 10 febbraio 1977  |         |
| 3  | La prima battaglia 「マルスなぜ泣く」 - Marusu naze naku                                 | 17 febbraio 1977  |         |
| 4  | L'amico cane 「さようならオトウト!」 - Sayōnara, otōto!                                  | 24 febbraio 1977  |         |
| 5  | Un robot al circo 「史上最高のロボットタレント」 - Shijō saikō no robotto Tarento        | 3 marzo 1977      |         |
| 6  | Un sogno da un mondo lontano 「夢の星から来た少女」 - Yume no hoshi kara kita shōjo      | 10 marzo 1977     |         |
| 7  | Uno strano robot 「消えた美理」 - Kieta Miri                                             | 17 marzo 1977     |         |
| 8  | Dove sei andato papà 「お父さんどこ行ったの?」 - Otōsan doko okonatta no?                | 24 marzo 1977     |         |
| 9  | Il lucidatore di stelle 「宇宙の始末人ランプ」 - Uchū no shimatsujin Ranpu               | 31 marzo 1977     |         |
| 10 | Milchi, fratellino ribelle 「弟の名はメルチ」 - Otōto no na wa Meruchi                   | 7 aprile 1977     |         |
| 11 | Capitan Jet torna a scuola 「新入生マルス」 - Shin'nyūsei Marusu                         | 14 aprile 1977    |         |
| 12 | Capitan Jet agente segreto 「ヒミツ諜報員ジャムボンド」 - Himitsu chōhōin Jamu Bondo     | 21 aprile 1977    |         |
| 13 | Una robottina chiamata Miele 「ロボット転校生ハニー」 - Robotto Tenkōsei Hanī            | 28 aprile 1977    |         |
| 14 | Ghiorgh il vampiro 「宇宙からの吸血鬼」 - Uchū kara no Kyūketsuki                        | 5 maggio 1977     |         |
| 15 | Milchi e il suo amico mostro 「メルチのすきなモウスター」 - Meruchi no sukina Mōsutā     | 12 maggio 1977    |         |
| 16 | Il pianeta Zazor 「さまよえる惑星ザザ」 - Samayoeru wakusei Zaza                         | 19 maggio 1977    |         |
| 17 | Il fantasma della grotta 「天保七年サムライロボット」 - Tenpō shichi-nen Samurai robotto | 2 giugno 1977     |         |
| 18 | Messaggio dal passato 「よみがえる古代ロボット」 - Yomigaeru kodai robotto               | 16 giugno 1977    |         |
| 19 | Capitan Jet e il suo primo amore 「マルスの初恋」 - Marusu no hatsukoi                   | 23 giugno 1977    |         |
| 20 | Capitan Jet diventa samurai 「マルス若親分になる」 - Marusu waka oyabun ni naru          | 30 giugno 1977    |         |
| 21 | Nick pugile robot 「鉄腕ロボット・ジョー」 - Tetsuwan Robotto Jō                         | 7 luglio 1977     |         |
| 22 | Ninna nanna dell'androide 「アンドロイドの子守唄」 - Andoroido no komoriuta              | 21 luglio 1977    |         |
| 23 | Il robot vagabondo 「さすらいのロボット」 - Sasurai no robotto                           | 28 luglio 1977    |         |
| 24 | Raggio di sole 「もう一人の美理」 - Mō hitori no Miri                                    | 18 agosto 1977    |         |
| 25 | Il lupo bianco 「宇宙の狼少年」 - Uchū no ōkami shōnen                                   | 1º settembre 1977 |         |
| 26 | Fuga da casa 「帰ってきたアディオス」 - Kaettekita Adiosu                                | 8 settembre 1977  |         |
| 27 | Capitan Jet verso la libertà 「明日に向かって羽ばたけ!」 - Ashita ni mukatte habatake!   | 15 settembre 1977 |         |